# Dong Qichang
Dong Qichang, född 1555, död 1636, var en kinesisk statsman, målare, kalligraf och poet som verkade under Mingdynastin.
Dong målade uteslutande landskap och anslöt sig därmed särskilt till Dong Yuan och Yuandynastins fyra stora mästare, framför allt Huang Gongwang och Ni Zan. I konstkritiska skrifter har han genomfört indelningen av det kinesiska måleriet i “norra och södra skolorna”, detta i analogi med de båda huvudströmmarna inom chanbuddhismen. Denna uppdelning bar blivit godtagen ända in i modern tid. I själva verket är det Mo Shilong, Dongs vän, som är den spekulative uppfinnaren av denna indelning.